# ویتالیانوس
پاپ ویتالیانوس (به انگلیسی: Pope Vitalian) یکی از پاپ‌های کلیسای کاتولیک رم بود که بین سال‌های ۶۵۷ تا ۶۷۲ میلادی پاپ بود.